# Myrmeciinae
Myrmeciinae este o subfamilie a Formicidae, furnici găsite în întreaga lume, dar acum limitate la Australia și Noua Caledonie. Această subfamilie este una dintre mai multe subfamilii de furnici care posedă gamergate, furnici lucrătoare care sunt capabile să se împerecheze și să se reproducă, susținând astfel colonia după pierderea reginei. Subfamilia Myrmeciinae a fost compusă anterior dintr-un singur gen,  Myrmecia, dar subfamilia a fost redescrisă de Ward & Brady în 2003 pentru a include două triburi și patru genuri:  Alte trei genuri, un gen de formă și 9 specii au fost descrise în 2006 din Eocenul timpuriu al Danemarcei, Canadei și Washingtonului.

## Triburi și genuri
- Tribe Myrmeciini Emery, 1877
  - Myrmecia Fabricius, 1804
- Tribe Prionomyrmecini Wheeler, 1915
  - Nothomyrmecia Clark, 1934
  - †Prionomyrmex Mayr, 1868
- Trib incertae sedis
  - †Archimyrmex Cockerell, 1923
  - †Avitomyrmex Archibald, Cover & Moreau, 2006
  - †Macabeemyrma Archibald, Cover & Moreau, 2006
  - †Ypresiomyrma Archibald, Cover & Moreau, 2006
- Gen de formă (pentru speciile aparținând subfamiliei, dar care nu pot fi identificate de genurile actuale)
  - †Myrmeciites Archibald, Cover & Moreau, 2006

## Clasificare
Subfamilia Myrmeciinae a fost înființată de entomologul italian Carlo Emery în 1877 sub numele original Myrmeciidae. A fost numită după genul Myrmecia, genul de tip al subfamiliei. În 1882, subfamilia a fost tratată ca un trib de către entomologul francez Ernest André din fosta familie de furnici Myrmicidae, dar mai târziu a fost mutată în familia Pneridae în 1905.